# Corinne Masiero
Pour les articles homonymes, voir Masiero.
Corinne Masiero, née le 3 février 1964 à Douai (Nord), est une actrice française.
Elle est notamment connue pour interpréter d'abord le rôle récurrent de Solange, la sœur de Fabienne Lepic, dans la série Fais pas ci, fais pas ça, puis le rôle principal de la série télévisée Capitaine Marleau.
Féministe, elle fait régulièrement part de ses engagements politiques à gauche.

## Biographie
Le père de Corinne Masiero, fils d'un mineur immigré d'Italie, commence à travailler comme jeune manœuvre (galibot en picard) dans le bassin minier du Nord-Pas-de-Calais puis prend la tête d'une petite auto-école. Sa mère fait des ménages. Ses parents sont militants communistes et emmènent la jeune Corinne à des manifestations. À 15 ans, elle part faire un tour d'Europe en auto-stop, revient en France passer un bac littéraire, puis sombre dans l'alcool, la drogue et la prostitution, avant de trouver sa voie dans le théâtre, à l'âge de 28 ans. Pendant cette période difficile de sa vie, il lui est arrivé de se retrouver sans domicile fixe et de devoir vivre dans la rue,. Elle attribue en 2022 ces comportements à l'inceste qu'un de ses cousins lui a fait subir quand elle était jeune enfant, puis longtemps occulté,.
Elle joue ses premiers rôles dans des pièces de Rainer Werner Fassbinder, de Georges Feydeau, avec la compagnie de théâtre de rue Collectif Organum. Au cinéma, elle apparaît dans Germinal de Claude Berri (1993), puis La Vie rêvée des anges d'Érick Zonca (1998).
Pendant plusieurs années, elle joue des rôles secondaires à la télévision (Ambre a disparu en 2003, Pierre et Jean en 2004). Mais son visage, son phrasé, sa démarche atypique sont remarqués, et elle passe en quelques années de la simple figuration à des seconds rôles remarqués, que ce soit dans les téléfilms de Thierry Binisti (qui la fait tourner trois fois) ou ceux de Peter Kassovitz : Beau Masque en 2005 et Le Sang noir deux ans plus tard.

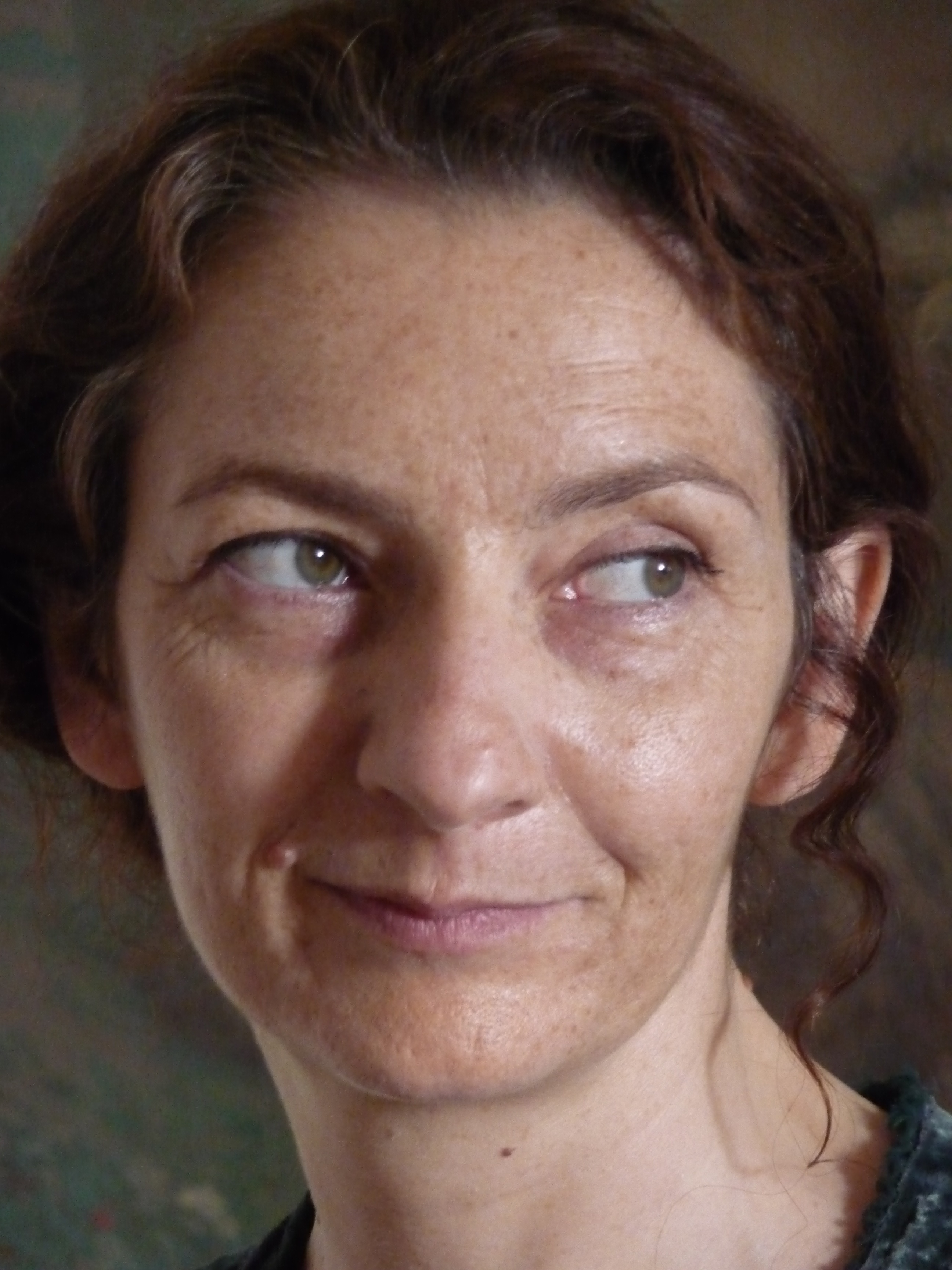
Corinne Masiero sur le tournage de Louise Wimmer.

Corinne Masiero apparaît dans L'Emmerdeur de Francis Veber (2008), avant de tourner, toujours par le biais de personnages peu importants mais marquants, avec des réalisateurs connus tels Xavier Giannoli, pour le remarqué À l'origine (2009), et Patrice Chéreau pour Persécution, aux côtés de Romain Duris. On peut aussi la voir dans la série Engrenages et donnant la réplique à Robinson Stévenin dans la mini-série Les Vivants et les Morts en 2010. Son accent du Nord lui permet de tenir des rôles gouailleurs ; elle apparaît ainsi dans la série Fais pas ci, fais pas ça dans le rôle de la sœur excentrique de Mme Lepic. La consécration arrive en 2012 avec son premier « premier rôle », pour le film Louise Wimmer, rôle sur mesure écrit et réalisé par Cyril Mennegun. Son interprétation est saluée par tous, et elle devient, à 47 ans, l'une des révélations du cinéma français. Une reconnaissance qui lui ouvre les portes d'un autre projet, De rouille et d'os de Jacques Audiard, où elle se retrouve face à une autre révélation, Matthias Schoenaerts. En 2013, elle est nommée au César de la meilleure actrice pour Louise Wimmer.
Depuis 2015, elle incarne la capitaine Marleau dans la série du même nom sur France 3 et France 2.

### Vie publique et engagements

#### Politique

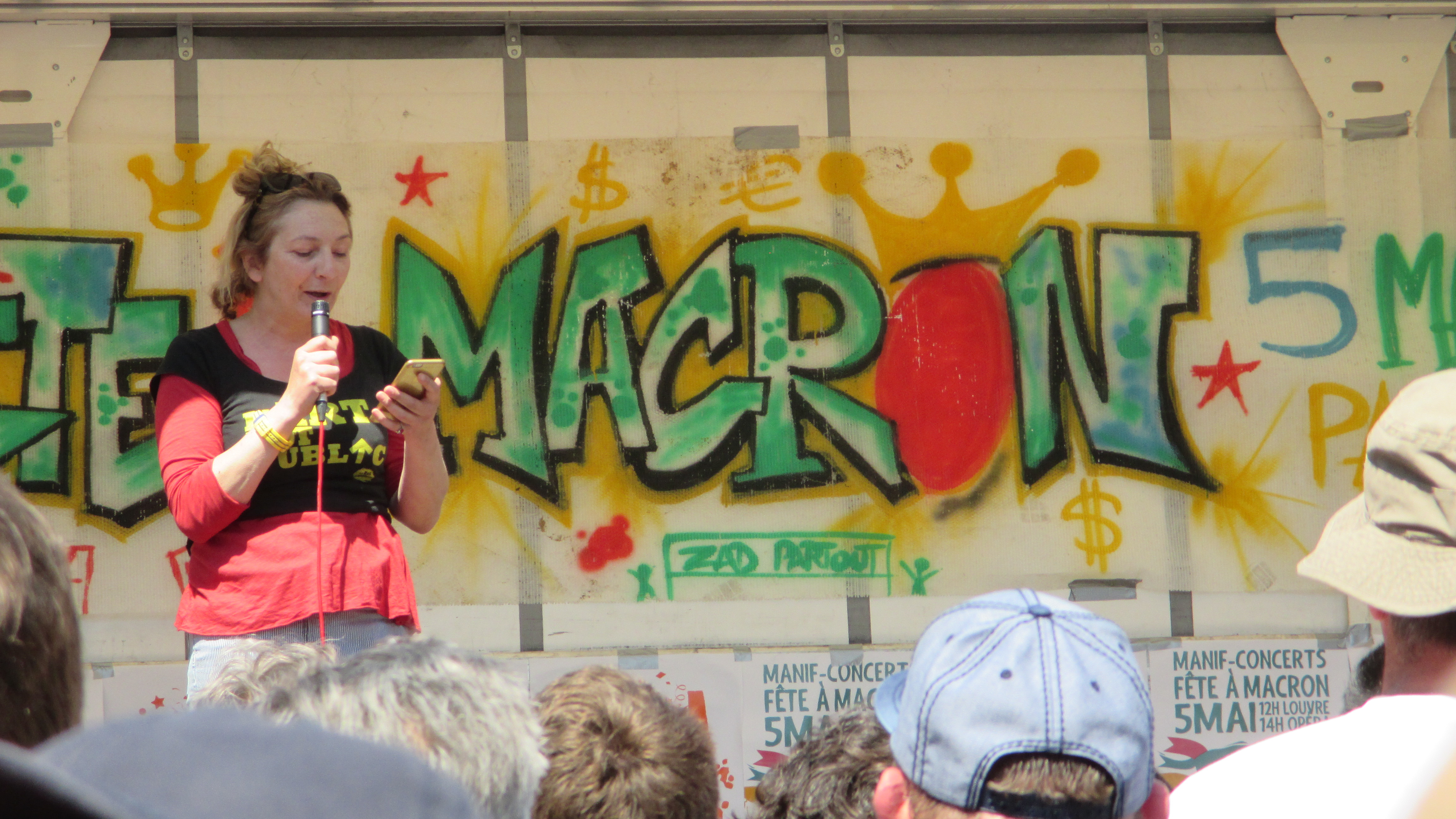
Corinne Masiero à La fête à Macron, en 2018.

Elle adhère au Parti communiste français en 2003 et elle fait partie de la section « Bourrins » de la Coordination des intermittents et précaires du Nord-Pas-de-Calais.
En 2014, lors des élections municipales, elle se présente sur la liste du Front de gauche à Roubaix.
Lors des élections législatives de juin 2017, elle apporte son soutien à François Ruffin, candidat dans la Somme soutenu par La France insoumise. Elle participe le 5 mai de l'année suivante à la manifestation d'opposition La fête à Macron, organisée par Ruffin.
Le 4 avril 2022, elle est signataire d'une tribune publiée dans le journal Libération, avec 2 000 autres personnalités, soutenant la candidature de Jean-Luc Mélenchon en vue de l'élection présidentielle française de 2022.
En 2023, elle soutient le mouvement contre le projet sur les retraites, participant à Lille à un spectacle cabaret avec son groupe electro-punk, Les Vaginites, en soutien à la caisse de grève de la CGT puis signant un texte s'adressant au chef de l’État pour demander le retrait immédiat du projet, jugé « injuste, inefficace, touchant plus durement les plus précaires et les femmes ». 

#### Cérémonies des César 2020 et 2021
À l'occasion des César 2020, elle dénonce la mainmise « des bourgeois hétéros catholiques blancs de droite ». Cette déclaration lui attire notamment les critiques de Gilles-William Goldnadel, qui lui décerne le « César de la stupidité raciste et antichrétienne ».
Lors de la cérémonie des César 2021, alors qu'elle s'apprête à remettre le prix du meilleur costume, elle enlève les deux costumes qu'elle porte sur elle l'un sur l'autre, jusqu'à apparaître sur la scène totalement nue et en partie recouverte de faux sang et de slogans revendicatifs, afin d'illustrer le discours qu'elle prononce et qui dénonce le manque de considération du gouvernement pour la culture, selon elle.
Neuf parlementaires Les Républicains signalent au procureur de la République une « exhibition sexuelle » dans un courrier daté du 16 mars 2021 adressé au parquet de Paris par le député LR du Vaucluse Julien Aubert. Ce signalement est classé sans suite par le procureur de Paris Rémy Heitz le lundi 22 mars 2021.
Corinne Masiero évoque les nombreux messages de soutien qu'elle a reçus et affirme avoir voulu défendre par son déshabillage les professionnels du spectacle et donner une visibilité à un corps de femme sortant des canons de beauté usuels, dans les médias et la publicité.

### Féminisme
En 2020, Corinne Masiero fonde le groupe punk rock Les Vaginites, constitué des rockeuses Audrey Chamot et Stéphanie Chamot. Toutes les trois ont vécu viols, incestes, agressions sexuelles. Elles dénoncent dans un langage cru les violences sexuelles.

### Vie privée
Divorcée du réalisateur canadien Richard Brouillette, elle rencontre lors d'une manifestation anti-Medef le directeur d'une troupe de théâtre de rue, également naturopathe, Nicolas Grard. Il est son compagnon depuis les années 2000. Le couple vit à Roubaix.

## Filmographie

### Cinéma

#### Longs métrages
- 1993 : Germinal de Claude Berri : une danseuse au bal (non créditée)
- 1998 : La Vie rêvée des anges d'Érick Zonca : la femme du « Hollywood »
- 2008 : L'Emmerdeur de Francis Veber : Suzanne
- 2009 : À l'origine de Xavier Giannoli : Corinne
- 2009 : Persécution de Patrice Chéreau
- 2011 : La Planque d'Akim Isker : Liliane
- 2012 : Louise Wimmer de Cyril Mennegun : Louise Wimmer
- 2012 : De rouille et d'os de Jacques Audiard : Anna
- 2012 : Ombline de Stéphane Cazes : Sonia
- 2013 : 11.6 de Philippe Godeau : Marion
- 2013 : Les Reines du ring de Jean-Marc Rudnicki : Vivianne
- 2013 : Suzanne de Katell Quillévéré : Elianne
- 2013 : La Marque des anges de Sylvain White : Monique Mendez
- 2013 : La Marche de Nabil Ben Yadir : Dominique
- 2013 : Lulu femme nue de Sólveig Anspach : la patronne du bar
- 2013 : Vandal d'Hélier Cisterne : la juge
- 2013 : Way Back Home (Jibeuro ganeun gil) de Bang Eun-jin : Hellboy
- 2014 : Discount de Louis-Julien Petit : Christiane Gendron
- 2015 : Codes barres de Christian François : Bénétone
- 2015 : Simon d'Éric Martin et Emmanuel Caussé : Laurence
- 2015 : L'Hermine de Christian Vincent : Marie-Jeanne Metzer
- 2015 : Sauvages (Couple in a Hole) de Tom Geens : Céline
- 2016 : Souffler plus fort que la mer de Marine Place : Louison
- 2016 : Carole Matthieu de Louis-Julien Petit : Christine Pastres
- 2017 : La Consolation de Cyril Mennegun : Françoise
- 2018 : Vent du nord de Walid Mattar : Véronique
- 2018 : Les Invisibles de Louis-Julien Petit : Manu
- 2020 : Lucky d'Olivier Van Hoofstadt : Alice Deschamps
- 2020 : Effacer l'historique de Benoît Delépine et Gustave Kervern : Christine
- 2023 : Mon chat et moi, la grande aventure de Rroû de Guillaume Maidatchevsky : Madeleine
- 2023 : La Marginale de Franck Cimière : Michèle
- 2024 : Petites mains de Nessim Chikhaoui : Simone

#### Courts métrages
- 1999 : Violette au travail de Kita Bauchet
- 2007 : Surprise ! de Fabrice Maruca : la femme qui regarde la télé
- 2008 : La Salle d'attente de Sophie Boulanger
- 2011 : Prochainement sur vos écrans de Fabrice Maruca : l'agent immobilier
- 2011 : Exhausted Renegade Elephant de Noémie Nicolas : la chauffeuse de taxi
- 2011 : Augusta Amiel Lapieski de Franck Renaud : l'infirmière
- 2012 : Corps solidaires de Pascal Roy : Catherine
- 2012 : Peter de Nicolas Duval : la mère de Peter
- 2012 : Le Sac de Julien Dara et Yohan Manca : Pascale
- 2013 : Orphyr de Jonathan Degrelle : Frdine
- 2013 : Automne de Louise Legaye : Marie
- 2013 : La Casse de Monsieur Alfred de Jean-Emmanuel Godart : la femme 2
- 2014 : Chat de Philippe Lasry : Elisabeth
- 2015 : Mollusques de Justine Pluvinage :
- 2015 : Point du jour de Nicolas Mesdom : Corinne
- 2016 : Hétérox de Maxime Pourbaix : Endora
- 2016 : La Voix du père de Colas Rifkiss et Mathias Rifkiss : Coco
- 2017 : Je les aime tous de Guillaume Kozakiewiez : Solange
- 2017 : The Man-Woman Case d'Anaïs Caura : voix
- Le Kiosque de P. Sourdeval
- J'suis ravagé de P. Allart
- Les Bouillaveurs de Niglo de Corinne Masiero

### Télévision
- 2002 : Alex Santana, négociateur, épisode Un ange noir réalisé par José Pinheiro : la vendeuse
- 2002 : Qui mange quoi ? de Jean-Paul Lilienfeld : l'infirmière
- 2003 : Ambre a disparu de Denys Granier-Deferre : collègue et amie de Pascale
- 2003 : Famille d'accueil, épisode Mauvaise graine réalisé par Daniel Janneau : l'employée de la supérette
- 2004 : Du côté de chez Marcel de Dominique Ladoge : Patou
- 2004 : Juliette Lesage, médecine pour tous, épisode Précautions d'emploi réalisé par Christian François : Céline
- 2004 : Pierre et Jean de Daniel Janneau : l'oratrice de l'Alcazar
- 2004 : Un petit garçon silencieux de Sarah Lévy : Monique
- 2004-2006 : PJ, série créée par créée par Michelle Podroznik et Frédéric Krivine, épisodes Infiltrations, Vol à la une et Mamans : Éliane Contini
- 2005 : Quelques mots d'amour de Thierry Binisti : Fardienne
- 2006 : Madame la proviseure, épisode Chacun sa chance réalisé par Philippe Bérenger
- 2006 : Beau Masque de Peter Kassovitz : Marguerite
- 2006 : La Crim', épisode Noces rouges réalisé par Éric Woreth : Sophie Daguerre
- 2006 : Le Sang noir, de Peter Kassovitz : Mme Marchandeau
- 2007 : Maman est folle de Jean-Pierre Améris : Nathalie, une bénévole
- 2007 : Le Réveillon des bonnes de Michel Hassan : "Dame" Goupion
- 2007 : Les Oubliées d'Hervé Hadmar
- 2007 : Chez Maupassant, épisode Histoire d'une fille de ferme réalisé par Denis Malleval : la guérisseuse
- 2007 : Moi, Louis enfant de la mine - Courrières 1906 de Thierry Binisti : Blanche
- 2008 : Clémentine de Denys Granier-Deferre : Femme du wagon n° 1
- 2008 : Versailles, le rêve d'un roi de Thierry Binisti : la mère de l'ouvrier décédé
- 2008 : Baptêmes du feu de Philippe Venault : Conquête
- 2008 : Voici venir l'orage..., mini-série réalisée par Nina Companeez : Goussarova
- 2008 : Les Fées cloches de Coralie Fargeat et Anne-Élisabeth Blateau : la sorcière instructrice
- 2008 : L'Affaire Bruay-en-Artois de Charlotte Brändström : Dominique Vals
- 2008 : Sous les vents de Neptune de Josée Dayan : Violette Retancourt
- 2009-2010 : Les Bougon, épisodes Boulot, vibro, bobo et Faux départ réalisés par Sam Karmann : Ninon
- 2009 : L'Homme aux cercles bleus de Josée Dayan : Violette Retancourt
- 2009 : Les Petits Meurtres d'Agatha Christie, épisode La Plume empoisonnée réalisé par Éric Woreth : Angélique
- 2009 : L'Homme à l'envers de Josée Dayan : Violette Retancourt
- 2010 : Engrenages, série créée par Alexandra Clert et Guy-Patrick Sainderichin, saison 3 : Patricia, prostituée et indic
- 2010 : Un lieu incertain de Josée Dayan : Violette Retancourt
- 2010 : Les Vivants et les Morts, mini-série de Gérard Mordillat : la grande Sylvie
- 2011-2016 : Fais pas ci, fais pas ça, série créée par Anne Giafferi et Thierry Bizot,  saisons 4 à 8 : Solange
- 2011 : Celle que j'attendais de Bernard Stora : Suzon
- 2011 : La Part des anges de Sylvain Monod : Lola Hortez
- 2012 : Merlin de Stéphane Kappes : Ferrosa
- 2012 : Chambre 327, mini-série réalisée par Benoît d'Aubert : Simone, une prisonnière
- 2013 : Le Clan des Lanzac de Josée Dayan : Suzanne Bernier
- 2013 : Indiscrétions de Josée Dayan : Felicidade
- 2013 : Les Délices du monde d'Alain Gomis : la maire
- 2014-2015 : Ainsi soient-ils, série créée par David Elkaïm, Bruno Nahon, Vincent Poymiro et Rodolphe Tissot,  saisons 2 et 3 : Zivka, l'infirmière
- 2014 : Hard (série télévisée) réalisée par Cathy Verney: Sonia
- 2014 : Entre vents et marées de Josée Dayan : capitaine Marleau
- 2015 : Hard, série créée par Cathy Verney, saison 3 : Sonia
- 2015 : Panthers série créée par Jack Thorne : Corinne
- Depuis 2015 : Capitaine Marleau, série créée par Elsa Marpeau, réalisée par Josée Dayan : capitaine Marleau
- 2019 : Quand sort la recluse de Josée Dayan : Violette Retancourt
- 2019 : Colombine de Dominique Baron : Colombine
- 2020 : I Love You coiffure de Muriel Robin : Félicie
- 2021 : Boomerang de Christian François : Louise Falconetti[23]
- 2022 : Des gens bien : cheffe de gare
- 2024 : Sur la dalle de Josée Dayan : Retancourt
- 2024 : Je ne me laisserai plus faire de Gustave Kervern : femme siège bébé
- 2024 : Panique au 31 de Gaël Leforestier : la cuisinière

## Théâtre

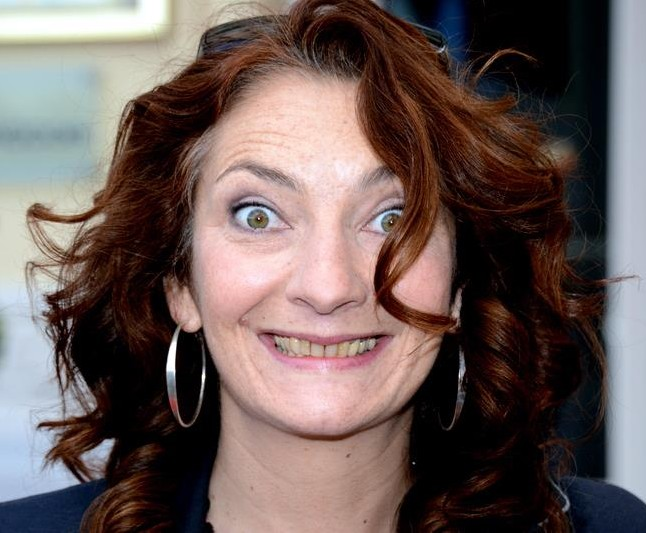
Corinne Masiero en 2013 au festival du film de Cabourg.

- 1996-1997 : Effluves, Oratorio sauvage, conception	Collectif Organum, mise en scène	Thierry Poquet, tournée
- 1998 : Quoi ? L'Éternité d'après Guy Alloucherie, Ingmar Bergman, William S. Burroughs, John Cassavetes et Fernando Pessoa, mise en scène Guy Alloucherie, Cie Hendrick Van Der Zee, Théâtre du Prato
- 2001 : Feydeau terminus : Léonie est en avance, Feu la mère de madame, On purge Bébé de Georges Feydeau, mise en scène Didier Bezace, Théâtre de la Commune
- 2005 : Grand et Petit de Botho Strauss, mise en scène Philippe Calvario, CDDB-Théâtre de Lorient, Théâtre des Bouffes du Nord
- 2005 : Lulu de Frank Wedekind, mise en scène Bruno Lajara, La Rose des vents
- 2006 : La Cigale de et mise en scène Amar Oumaziz, Le Vivat (Armentières)
- 2009 : Orchampt de Harold David, mise en scène Franck Andrieux et Thomas Baelde, Le Garage/Roubaix
- 2009-2010 : Le Cocu magnifique de Fernand Crommelynck, Le Rideau de Bruxelles (Ixelles), tournée
- 2010 : La Cuisine d'Elvis de Lee Hall, mise en scène Nicolas Ory, Théâtre du Nord, La Verrière
- 2012 : Parade d’états. Être / ParaÎtre / DisparaÎtre, Cabaret post-post-existentiel, de et mise en scène Peter James, Théâtre de la Chapelle (Montréal)
- 2017-2020 : Une vie bien rEnger d'Adolpha Van Meerhaeghe, tournée[24]

## Distinctions

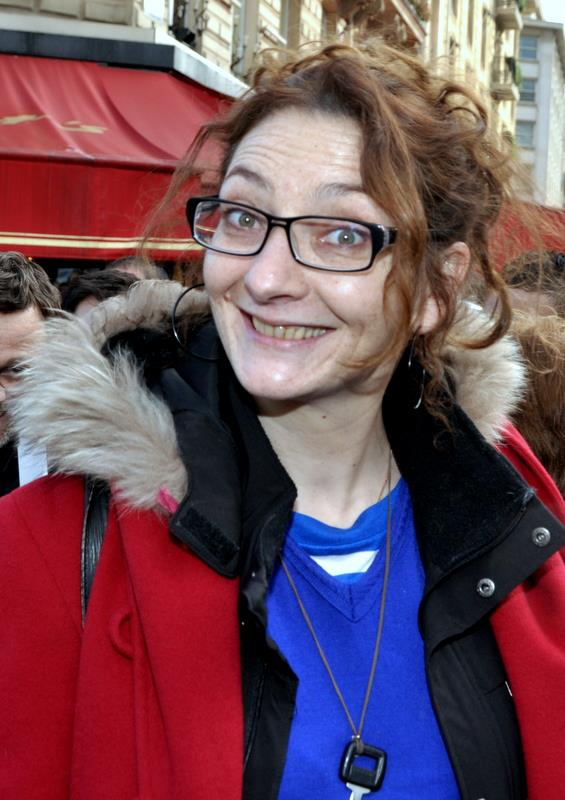
Corinne Masiero devant le Fouquet's, au déjeuner des nommés des César du cinéma 2013.

### Récompenses
- Festival du film de Zurich 2011 : Œil d'or de la meilleure actrice pour Louise Wimmer
- Festival du film de Dieppe 2011 : Prix d'interprétation pour Louise Wimmer
- Festival du film de Cabourg 2012 : Swann d'or « coup de cœur » pour Louise Wimmer

### Nominations
- Lumières 2013 : Lumière de la meilleure actrice pour Louise Wimmer[25]
- César 2013 : César de la meilleure actrice pour Louise Wimmer[26]